# Fernando (football, 1937)
Pour les articles homonymes, voir Fernando.
José Ferdinando Puglia, plus connu sous le nom de Fernando, est un joueur de football brésilien né le 23 janvier 1937 à São José do Rio Pardo dans l'État de São Paulo au Brésil et mort le 6 avril 2015 à São Paulo. Il jouait en tant que milieu de terrain.
Avec un rôle de numéro huit, il jouait le plus souvent au poste de milieu offensif, mais pouvait occuper tout le milieu de terrain central, aussi bien dans les rôles défensifs qu'offensifs.
Après sa retraite de footballeur, il s'installe vers Rio Tietê, pour faire de la représentation. Les affaires tournant mal, et ayant usé toutes ses économies accumulées dans le monde du football, il passe la fin de sa vie dans la misère.

## Biographie

### Club
Il commence sa carrière dans son pays, à la Sociedade Esportiva Palmeiras (un des grands clubs de son État de naissance), où de 1955 à 1958, il joua en tout 69 matchs et inscrivit 22 buts, jouant notamment dans un duo offensif avec José Altafini, et remportant le championnat junior Paulista.
En 1959, il part pour l'Europe, et rejoint l'équipe de la capitale portugaise du Sporting Clube de Portugal. En trois saisons passées au Portugal, il inscrit 58 buts en 57 matchs, et quitte le club avec donc une moyenne de plus d'un but par match.
Durant l'été 1961, il rejoint l'Italie et la Sicile en signant à Palerme. Durant le vol Lisbonne-Palerme, il fait la connaissance d'Helenio Herrera, alors l'entraîneur de l'Inter, qui lui propose un essai au club lombard, ce que refuse Fernando, ayant déjà donné sa parole aux palermitains. Il reste en rosanero pour deux saisons (avec une parenthèse en 1962 à la Juventus où il ne joue qu'un match de Coppa Italia le 25 avril 1962 contre Brescia, victoire 1-0). Lors de la saison 1961-1962, il joue 33 matchs et inscrit 10 buts, dont un contre l'Inter le 4 mars 1962 lors d'un match décisif pour le scudetto nerazzurro,. Herrera, alors en froid avec Fernando, se vit sur le banc se faire apporter le ballon dans les mains par Fernando juste après son but, l'ayant cherché au fond des filets, le tout sous les applaudissements du public sicilien. Lors de sa seconde et dernière saison en Sicile, il inscrit en tout 3 buts en 29 matchs.
Il ne parvient pas à éviter la rétrogradation en Serie B avec Palerme, et Fernando est donc vendu au nouveau promu de l'AS Bari pour 15 millions de lires plus Guido Postiglione. Avec le club des Pouilles, il dispute en tout 11 matchs et marque 2 buts. L'année suivante en Serie B, il inscrit 2 buts en 24 matchs avec le club biancorosso.
Il rentre ensuite au pays pour finir sa carrière, et part tout d'abord au Santa Cruz Futebol Clube, avant de retourner dans un club qu'il connaît déjà, le São Paulo Futebol Clube. Son dernier club avant l'arrêt de sa carrière est le Bangu Atlético Clube, avec qui il remporte le championnat Carioca de 1966, le second et dernier trophée du club. Il prend sa retraite en 1967, après avoir joué 13 matchs.

### Sélection
Lorsqu'il évolue en Italie (son pays d'origine), il obtient en 1963 en tout trois sélections (pour un but marqué) avec l'équipe du Brésil[réf. nécessaire].

## Palmarès
Bangu Atlético Clube
- Championnat Carioca (1) :
  - Champion : 1966.